# Texa
Texa (gälisch: Teacsa) ist eine schottische Insel. In Joan Blaeus Atlas aus dem Jahre 1654 wird der Name der Insel als Ylen Teghza angegeben.

## Geographie
Die Insel liegt 700 Meter südlich von Islay und etwa zwei Kilometer südöstlich des Fährhafens Port Ellen. Sie ist damit Teil der Inselgruppe Innere Hebriden und gehört administrativ zur Council Area Argyll and Bute. Historisch gehörte Texa zur Grafschaft Argyllshire. Texa erstreckt sich auf einer Länge von 1,3 km in ostnordöstlicher Richtung bei einer Breite von maximal 600 m. Den höchsten Punkt der felsigen Insel bildet der im Nordosten befindliche Hügel Ceann Garbh mit einer Höhe von 48 m.

## Besiedlung
Während aus Zensusdaten aus dem Jahre 1861 hervorgeht, dass mit der Familie Logan noch eine neunköpfige Familie auf Texa lebte, ist die Insel heute unbewohnt. Auf Texa sind die Überreste einer Texa Chapel genannten Kapelle und eines Friedhofs erhalten. Es gibt Indizien, dass Texa identisch mit dem Oidecha aus klösterlichen Schriften ist. Der Heilige Kenneth (Cainneach), ein Gefährte des Heiligen Columban, soll hier auf seiner Reise von Iona gehalten haben.